# Campofrío
Campofrío is een gemeente in de Spaanse provincie Huelva in de regio Andalusië met een oppervlakte van 46,98 km². Campofrío telt 708 inwoners (1 januari 2016).

## Demografische ontwikkeling
Bron: INE, 1857-2011: volkstellingen